# Protohermes striatulus
Protohermes striatulus är en insektsart som beskrevs av Navás 1926. Protohermes striatulus ingår i släktet Protohermes och familjen Corydalidae. Inga underarter finns listade i Catalogue of Life.